# تپه قوشان باتان
تپه قوشان باتان مربوط به دوران پیش از تاریخ ایران باستان است و در شهرستان گنبدکاووس، روستای گاومیشلی واقع شده و این اثر در تاریخ ۲۲ تیر ۱۳۷۹ با شمارهٔ ثبت ۲۷۳۰ به‌عنوان یکی از آثار ملی ایران به ثبت رسیده است.